# День зурхане

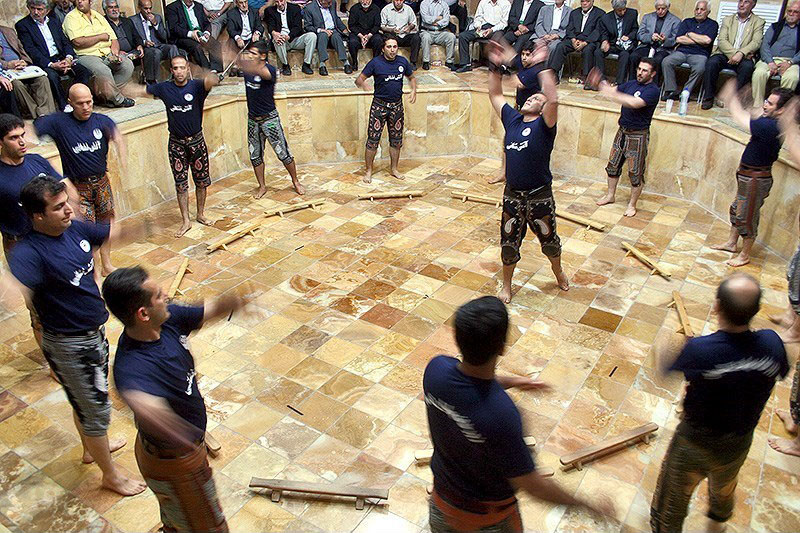
Пехлеван Намджу Зурхане на улице Азади, Тегеран.

День зурхане (перс.  روز فرهنگ پهلوانی و ورزش زورخانه ای‎) — иранский праздник, который отмечается 17 шавваля по календарю лунной хиджры. Из-за специфики календаря дату невозможно перевести на григорианский, так как каждый год лунный календарь сдвигается на 10-11 дней. В 2016 году День зурхане пришёлся на 22 июля (1 мордада), в 2017 — на 11 июля (21 мордада).

## История праздника
День традиционной иранской борьбы зурхане приурочен к сражению первого шиитского имама Али ибн Абу Талиба с Амром ибн Абдал-вудом в рамках Битвы у рва — 27-дневной осады Ятриба (на данный момент Медина) арабскими и еврейскими племенами из Мекки. Силы союза в три раза превышали силы Медины. Командующим мединцев был главный пророк ислама Мухаммед. Противостояние с язычниками длилось около трех недель, после чего Пророк отправил к вождю племени Гатафан людей с выгодным для союза предложением — отдать союзу треть товаров Медины при условии, что язычники уйдут. Однако Саад ибн Муаз настоял на сражении, и договор не был принят.
Всадники курайшитов двинулись на город, их храбро встретил Али ибн Абу Талиб, единственный доброволец, по зову Мухаммеда отправившийся сражаться с язычниками. Али вызвал на бой Амра ибн Абдал-вуда и предложил ему принять ислам. Язычник от ислама отказался. Кроме того, он не хотел участвовать в бою, наслышанный про храбрость и силу Али. Двоюродный брат Пророка настоял на сражении и убил Амра. Это произошло 17 шавваля 5 года по календарю лунной хиджры (13 марта 627 года).
Зурхане, появившееся в Парфии, в Иране считается своего рода «спортом богатырей». В древнем Иране зурхане применяли в сражениях с противником. Данный вид спорта сочетает в себе не только физические тренировки, но и целый комплекс духовных наставлений, воспитывающих любовь воина к родине и своему народу. Считается, что великий богатырь Ростам из героического эпоса Фирдоуси «Шахнаме» также практиковал зурхане.
Именно поэтому датой Дня зурхане стала считаться годовщина сражения Али ибн Абу Талиба — одного из храбрейших воинов Праведного Халифата. За свой героизм Али получил прозвище «Лев Аллаха».